# Barbora Šourková
Barbora Šourková (13. února 1870 Praha – 6. března 1943 Praha) byla česká učitelka a ředitelka školy, členka Sokola, náčelnice ženského odboru vyšehradského Sokola, sufražetka, feministka a autorka odborné literatury. Roku 1901 se účastnila společného cvičení s kužely s účastí 800 sokolek na IV. všesokolském sletu, tedy při první účasti žen v historii konání sletů.

## Životopis
Narodila se v Praze. Vystudovala učitelský ústav u sv. Anny. Roku 1892 začala učit na pražských obecných školách. Povolání učitelky bylo v té době při výkonu spojeno s příslibem celibátu, Šourková tak zůstala svobodná. V roce 1891 vstoupila do Sokola, téhož roku se spolu s Františkou Hellerovou podílela na vzniku ženského odboru Sokola Vyšehrad, historicky prvního samostatného ženského sokolského odboru. Působila jako jeho náčelnice. Roku 1898 se podílela na prvním cvičebním sjezdu sokolských žen při Sokolu Pražském v Praze.

### IV. všesokolský slet
Roku 1901 bylo při přípravách IV. všesokolského sletu rozhodnuto o zařazení cvičenecké sestavy žen. Slet byl uspořádán opět na pražské Letenské pláni, kde byl vytvořen areál pro 22 000 diváků a 6000 cvičenců. Hlavní cvičení byla ve dnech 28. až 30. června a 1. července 1901, kromě gymnastiky se závodilo v také atletických disciplínách, do různých cvičení se zapojilo celkem zhruba 9000 cvičenců, včetně společného cvičení 800 žen s kužely pod vedením cvičitelky Anny Ptáčkové. V následujících letech se pak ženy sletů pravidelně účastnily.
Šourková v srpnu 1904 absolvovala cvičitelský kurz, nadále pak aktivně působila jako cvičitelka a také v Ženské komisi České obce sokolské. Ve 30. letech 20. století se stala ředitelkou školy v pražské Myslíkově ulici.
Barbora Šourková zemřela 6. března 1943 v Praze ve věku 73 let.